# المقاطعة الوسطى والغربية

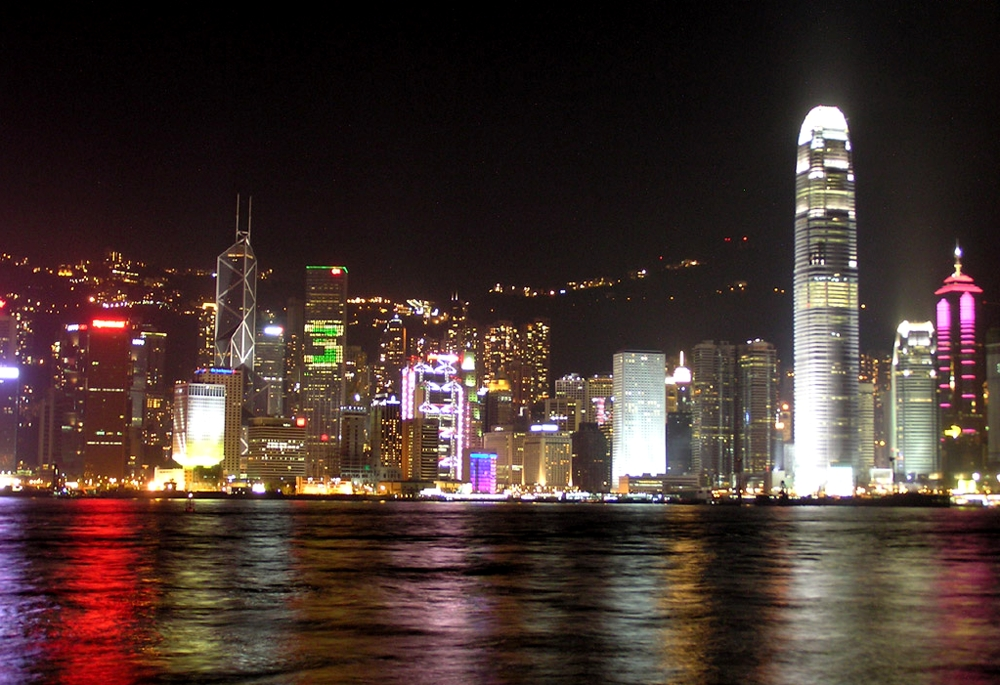
منظر ليلي للمباني في المقاطعة الوسطى والغربية.

خريطة المقاطعة الوسطى والغربية

المقاطعة الوسطى والغربية (بالصينية: 中西區) هي منطقة تقع في الجزء الشمالي من جزيرة هونغ كونغ، هونغ كونغ، وهي واحدة من 18 منطقة إدارية في هونغ كونغ. كان عدد سكانها من 261.884 في عام 2001. لسكان المقاطعة ثاني أعلى مستوى دخل للسكان وثالث أدنى عدد سكان نظرا لحجمها الصغير نسبيا.
الحي المركزي هو المنطقة التجارية المركزية والأساسية في المناطق الحضرية من منطقة هونغ كونغ. كان الجزء الغربي هو جزء من مدينة فيكتوريا، أحد أقدم المستوطنات في هونغ كونغ.

## وصلات خارجية
- مجلس المقاطعة الوسطى والغربية